# Kooperationen
 Der er for få eller ingen kildehenvisninger i denne artikel, hvilket er et problem. Du kan hjælpe ved at angive troværdige kilder til de påstande, som fremføres i artiklen.

Kooperationen (tidl. Det kooperative Fællesforbund) er den danske kooperative arbejdsgiver- og interesseorganisation.
I juni 2004 blev Kooperationen – den kooperative Arbejdsgiver- og Interesseorganisation i Danmark – dannet ved en sammenlægning af Det Kooperative Fællesforbund og Byggefagenes Kooperative Landssammenslutning.
Thorvald Stauning tog oprindeligt initiativ til oprettelsen af Det kooperative Fællesforbund, der blev stiftet den 10. juni 1922. Det skulle være et koordinerende organ og skulle bidrage til at udvikle kooperationen og oplyse om dens virksomhed. Dermed fik arbejderkooperationen en mere officiel status og plads som arbejderbevægelsens tredje streng ved siden af LO og Socialdemokratiet. 
Indtil 1950'erne var Kooperationen kendt som en del af arbejderbefolkningens daglige tilværelse i hovedstaden. Man boede i lejlighed i et af Arbejdernes Kooperative Byggeforenings huse. Der blev købt ind i Hovedstadens Brugsforening, og kurven blev fyldt med brød fra Arbejdernes Fællesbagerier, mælk fra Enigheden eller øl fra bryggeriet Stjernen. Det samme gjorde sig gældende i de større provinsbyer, hvor de lokale kooperative virksomheder forsynede befolkningen med levnedsmidler. Men der var også en bred vifte af andre aktiviteter som brændsel til boligen, bank og oplysning. Der blev sørget for det meste – også begravelsen og det sidste farvel. Kooperationen bestod nogenlunde ligeligt af forbrugskooperation og produktionskooperation. Man boede, købte og arbejdede kooperativt.
Mange af det tidligere aktiviteter og virksomheder er siden forsvundet, men der er også kommet mange nye virksomheder til, og enkelte af de gamle lever i bedste velgående.
Kooperationen er i dag en selvstændig og uafhængig organisation med 225 medlemsvirksomheder eller -organisationer med 16.000 ansatte[kilde mangler] inden for alle mulige brancher, så som beton, bank og biavl. Fælles for medlemmerne er, at de er kooperativer.
Kooperationen er det danske medlem af International Co-operative Alliance og Cooperatives Europe.